# بوب سكوت (سياسي)
بوب سكوت (بالإنجليزية: Bob Scott)‏ هو سياسي أسترالي، ولد في 28 سبتمبر 1931 في أستراليا، وتوفي في 19 يناير 2011 في كابولتشر في أستراليا. حزبياً، نشط في حزب العمال الأسترالي. وقد انتخب عضو المجلس التشريعي ولاية كوينزلاند.